# TraTool
TraTool（トラツール）は、Microsoft Windows OSが動作するコンピュータ上で実行できる純国産の翻訳支援ツールである。

## 概要
原文と訳文をペアにして表示する画面で翻訳をしていく事で、自動的に翻訳文のデータベースが作成される。
過去に翻訳した文章に、現在翻訳中の文章と類似の文章やフレーズが含まれる場合に、過去の翻訳文を再利用することで、翻訳作業のスピード向上、表現や表記のゆれの防止を容易に行う事が出来る。
このしくみは翻訳メモリまたはトランスレーションメモリとも呼ばれている。このしくみにより、マニュアルや取扱説明書など繰り返し更新されることを前提とした文書の翻訳に使用されることが多い。
TraToolの翻訳メモリ機能は、文章単位での類似だけでなく、文章の一部分を切り取っての類似の検索も容易なため、マニュアルや取扱説明書などに留まらず、医学論文等での翻訳でも使用されている。
また、文章中の用語使いを統一するための補助機能、用語集を作成する機能など、翻訳メモリ機能以外にも翻訳作業を支援する機能が実装されている。
この他、訳例データベースを標準搭載したTraTool.net（トラツールドットネット）というソフトウェアもある。